# Battaglia di Elorrio
La battaglia di Elorrio è stata una battaglia combattuta nell'ambito delle Guerre delle Bande nel 1468 nella città di Elorrio, Biscaglia.
In essa, la famiglia Marzana, dello schieramento Gamboínos e sostenuta dalla popolazione del paese, affrontò gli Ibarra dello schieramento Oñacinos.

## La Battaglia
A quel tempo il Duranguesado era dilaniato dalle lotte tra le città di Zaldívar e Durango. La battaglia ebbe origine quando il casato degli Avendaño, inviò le proprie truppe da Durango ad Elorrio, al comando di Juan de Avendaño, figlio di Pedro de Avendaño che rimase a Durango, per attaccare la casa-torre degli Ibarra, sostenitori della città di Zaldibar. Di fronte a questo attacco, Juan Alonso de Mújica, signore di Aramayona, dopo aver radunato i suoi parenti e 60 cavalieri mercenari castigliani inviati dal marchese di Santillana, intervenne in aiuto di Pedro Ruiz de Ibarra e pose l'assedio a Elorrio. Secondo il cronista della guerra delle bande, Lope García de Salazar nel suo Bienandanzas e fortunas, molti dei figli dell'autore andarono contro le sue raccomandazioni ed insieme agli uomini del casato Butrón, furono incaricati di installare i pezzi di artiglieria provenienti dalla Cantabria. L'attacco da parte del resto delle truppe non aspettò l'installazione delle artiglierie e il grosso dell'esercito iniziò a ritirarsi prima ancora di entrare in combattimento. Vedendo il disordine generale del nemico, i difensori della città uscirono e vinsero la battaglia per la fazione Gamboinos. La vittoria fu schiacciante e continuò con l'assalto finale alla casa-torre degli Ibarra e la presa di Ermua e dei suoi circondari da parte dei Gamboínos. Tre dei figli di Lope García de Salazar morirono in guerra: uno di loro, Ochoa de Salazar, fu giustiziato alle porte della città per ordine degli Avendaño. Lo stesso Juan de Avendaño fu ucciso da Gonzalo de Salazar, il figlio di Lope. Juan Alonso de Mújica fu ferito da due frecce alla gamba.